# Bear Stearns World Headquarters

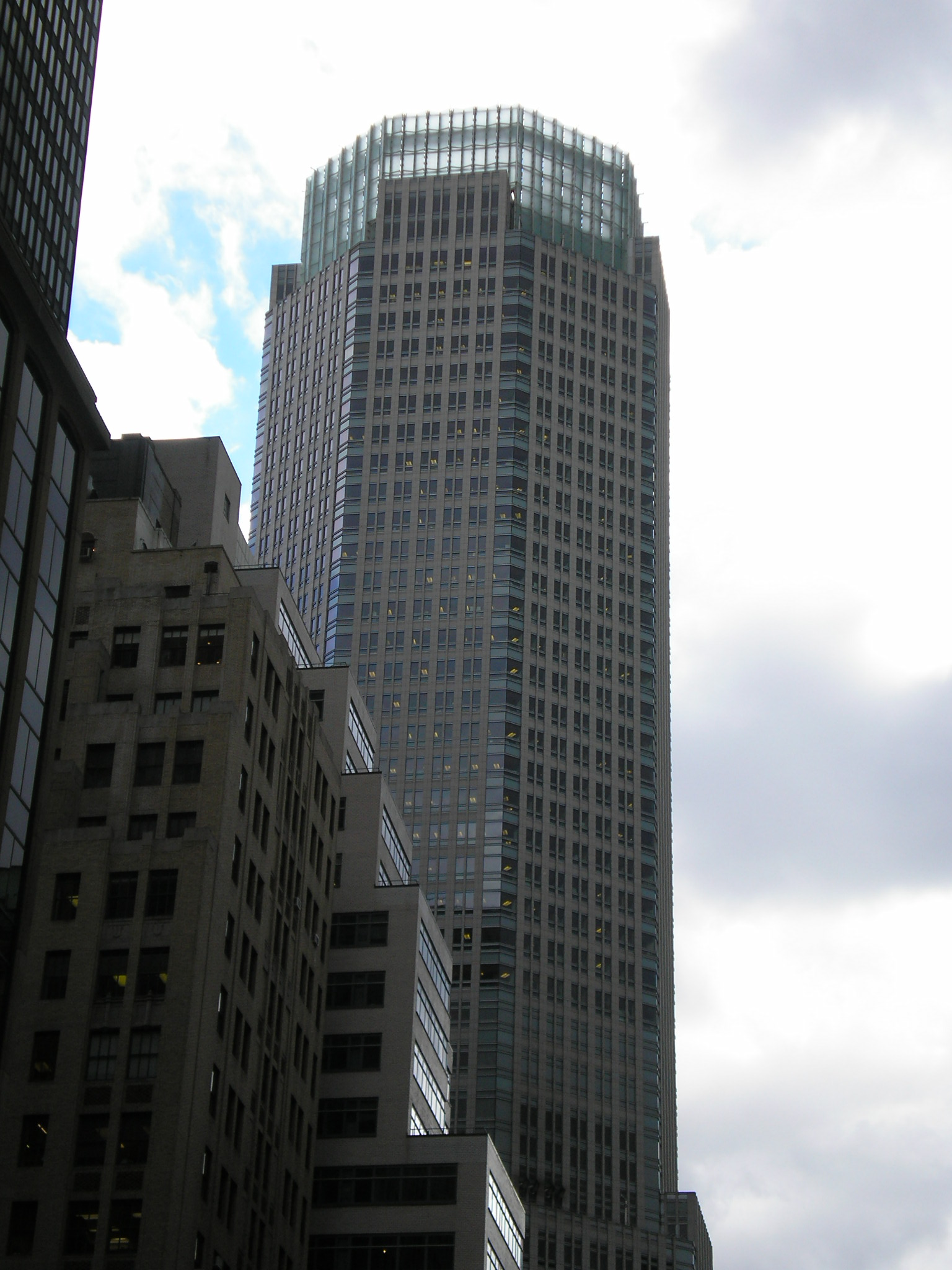
Corona de vidre al cim

El 383 Madison Avenue, també conegut amb el nom de Bear Stearns Building, és un gratacel de New York.
Mesura 230 metres per 47 pisos i ha estat acabat el 2001.